# Mordellistena tenuicornis
Mordellistena tenuicornis es una especie de coleóptero de la familia Mordellidae.

## Distribución geográfica
Habita en Klein (Asia).